# 台灣吾黨
台灣吾黨是中華民國曾經存在的一個政党，成立於2001年9月21日，曾在2001年中華民國立法委員選舉中拿下一席立委席次。2017年《政黨法》生效後，該黨未依法進行補正程序，而於2020年4月29日遭到內政部公告廢止政黨備案。
該黨由已退出國民黨的立委黃明和，原住民立委瓦歷斯·貝林以及高雄縣議員黃萬全、民眾日報魏吉助、俊國建設陳一平等人積極籌組成立，是2000年中華民國政黨輪替之後，眾多新成立的政黨之一。2001年9月21日成立，旋投入2001年底的第5屆立法委員選舉，於臺中市、臺南市與原住民選區各提一席，當選一席原住民立委瓦歷斯·貝林，總得票率2.6%，是該屆選舉第六大政黨。
瓦歷斯·貝林連任立委後，在立法院與其他第三勢力合作，成立無黨聯盟黨團，該黨團在2004年中登記成立為無黨團結聯盟，投入第6屆立法委員選舉。
台灣吾黨發起人魏吉助於2011年過世。